# 2-Naftol
2-Naftol, naftalen-2-ol – organiczny związek chemiczny z grupy fenoli. Stanowi izomer 1-naftolu, różniąc się położeniem grupy hydroksylowej.
Jest bezbarwnym, krystaliczny ciałem stałym. Oba izomery są rozpuszczalne w niższych alkoholach, eterach i chloroformie. Są używane do produkcji barwników i w syntezach organicznych.